# 碧日
| VIZ HOLDINGS, Inc          | VIZ HOLDINGS, Inc                                                                   |
| -------------------------- | ----------------------------------------------------------------------------------- |
| 公司類型                   | 有限公司                                                                            |
| 公司前身                   | Viz Communications, Inc.                                                            |
| 成立                       | 1986年6月24日                                                                       |
| 創辦人                     | 堀淵清治                                                                            |
| 總部                       | 美国舊金山                                                                          |
| 主要股東                   | 小學館 集英社                                                                       |
| 母公司                     | 小學館 集英社                                                                       |
| 子公司                     | VIZ Media, LLC                                                                      |
| VIZ Media, LLC             |                                                                                     |
| 公司類型                   | 有限公司                                                                            |
| 公司前身                   | VIZ, LLC ShoPro Entertainment, Inc.                                                 |
| 成立                       | 2002年10月7日（VIZ, LLC）                                                           |
| 總部                       | 美国舊金山                                                                          |
| 主要股東                   | 小學館40% 集英社40% 小學館集英社製作20%                                             |
| 母公司                     | VIZ HOLDINGS, Inc.                                                                  |
| 子公司                     | VIZ Pictures, Inc. VIZ Productions, LLC NEW PEOPLE, Inc. VIZ Media Europe, S.A.R.L. |
| 官網                       | http://www.viz.com/ （页面存档备份，存于）                                          |
| VIZ Media Europe, S.A.R.L. |                                                                                     |
| 公司類型                   | 有限公司                                                                            |
| 公司前身                   | VIZ Media B.V.                                                                      |
| 成立                       | 2005年10月3日（VIZ Media B.V.） 2007年1月15日（VIZ Media Europe, S.A.R.L.）         |
| 總部                       | 法國巴黎                                                                            |
| 主要股東                   | VIZ Media, LLC                                                                      |
| 母公司                     | VIZ Media, LLC                                                                      |
| 子公司                     | Kazé S.A.S. VIZ Media Switzerland S.A. AV Visionen GmbH                             |
| 官網                       | http://vizeurope.com/ （页面存档备份，存于）                                        |
| VIZ Australia Pty., Ltd.   |                                                                                     |
| 公司類型                   | 有限公司                                                                            |
| 成立                       | 1999年1月19日                                                                       |
| 總部                       | 墨爾本                                                                              |
| 上海碧日諮詢事業有限公司   |                                                                                     |
| 公司類型                   | 有限公司                                                                            |
| 成立                       | 1995年6月28日                                                                       |
| 總部                       | 中国上海                                                                            |
| 主要股東                   | 日本碧日株式會社50% 日本知的企業株式會社40% 上海中聞事業發展有限公司10%             |
| 母公司                     | 日本碧日株式會社                                                                    |
| 官網                       | http://www.vizchina.com/ （页面存档备份，存于）                                     |
| 上海碧日廣告有限公司       |                                                                                     |
| 公司類型                   | 有限公司                                                                            |
| 成立                       | 2008年11月3日                                                                       |
| 總部                       | 中国上海                                                                            |
| 主要股東                   | 日本碧日株式會社                                                                    |
| 母公司                     | 日本碧日株式會社                                                                    |
| 官網                       |                                                                                     |
| 碧日出版事業有限公司       |                                                                                     |
| 公司類型                   | 有限公司                                                                            |
| 成立                       | 1997年7月16日                                                                       |
| 總部                       | 香港                                                                                |
| 主要股東                   |                                                                                     |
| 母公司                     |                                                                                     |
| 官網                       |                                                                                     |

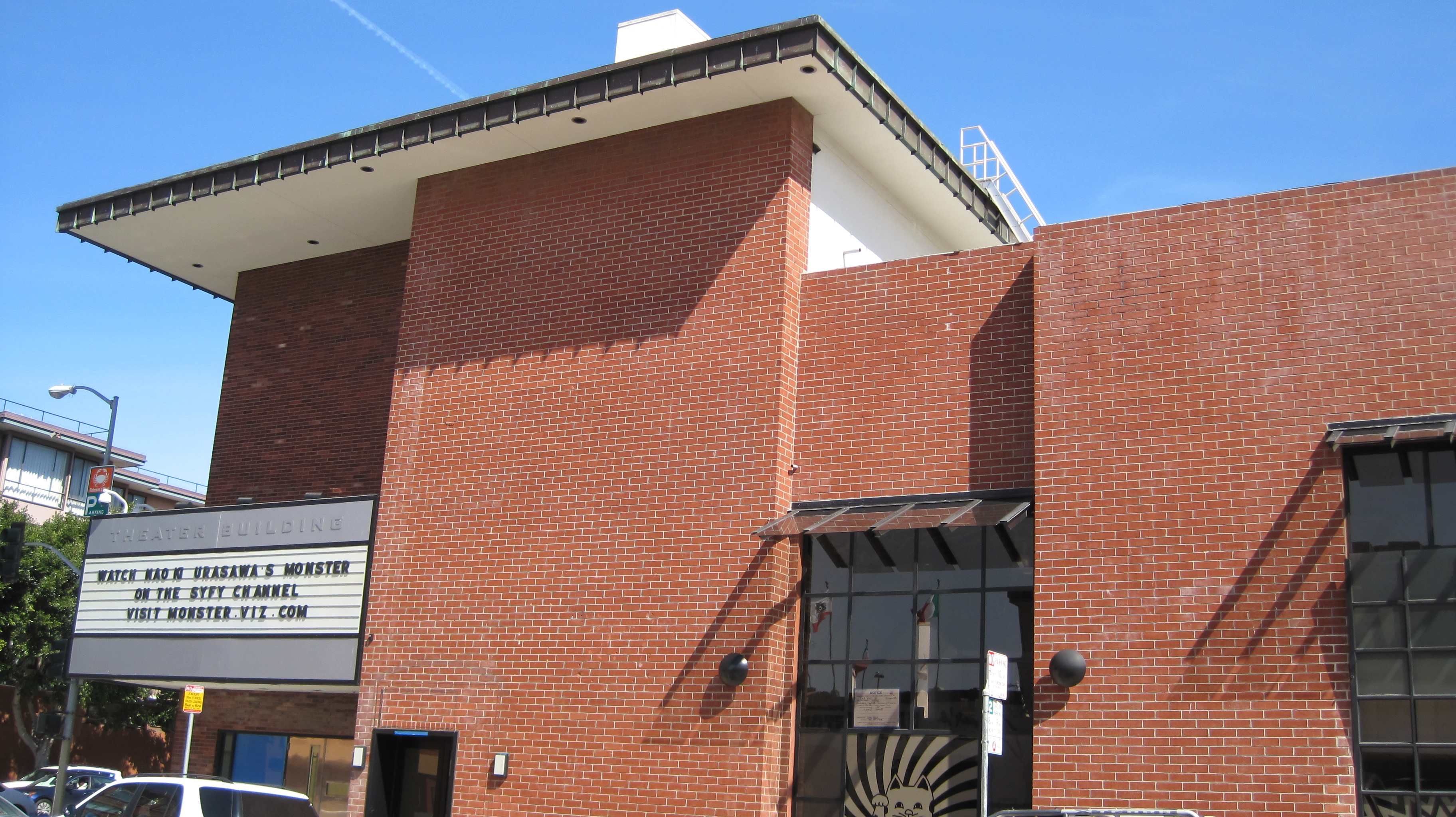
碧日總部

碧日（Viz），取自「visual」，是日本出版社小學館麾下集團品牌，在日本及海外設有公司，尤其以美國「VIZ Media」最為人所知。

## 日本
日本碧日株式会社（Viz Communications Japan, Inc.）
主要投資中國大陸出版事業，過去曾為小學館發行品牌漫畫，其餘相關資訊不明。

## 美國
VIZ Media, LLC
1986年，前身「Viz Communications, Inc.」由小學館出資設立於美國加州舊金山；1987年，正式成立開始出版日本漫畫，之後也代理日本動畫。
2002年，加入集英社合資50%，並隨著11月26日美版週刊少年Jump《Shonen Jump》創刊，改組為「VIZ HOLDINGS, Inc.」，另成立子公司「VIZ, LLC」於2003年1月1日接續原來業務；2003年4月1日，官網改版正式公布LOGO及名稱。
2005年4月4日，宣佈VIZ, LLC跟「ShoPro Entertainment, Inc.」合併為「VIZ Media, LLC」，由小學館與集英社各持股40%、小學館集英社製作20%。
VIZ Pictures, Inc.
VIZ Media於2005年11月成立「VIZ Pictures, Inc.」，負責發行日本真人電影和DVD，特別專注日本流行文化。
2009年8月，建立NEW PEOPLE購物娛樂中心；2011年2月8日全面進行品牌再造，宣布設立「NEW PEOPLE, Inc.」 ，以「NEW PEOPLE Entertainment」名義發行和授權，並推出電影及活動製作部門「NEW PEOPLE Productions」處理相關業務。
VIZ Productions, LLC
VIZ Media於2008年7月在好萊塢成立的公司，從事日本動漫畫及其相關作品改編的真人電影和電視製作。宗旨是創作各類型的電影和電視連續劇，包括科幻，動作冒險和喜劇。

## 歐洲
VIZ Media Europe SAS（VME）
前身「VIZ Media B.V.」於2005年10月3日在荷蘭阿姆斯特丹設立，由VIZ Media與在英國倫敦的「Copyright Promotions Licensing Group, Ltd. (CPLG) 」各持股50%，主掌VIZ Media在歐洲的授權業務。
2006年12月21日，VIZ Media宣布公司從阿姆斯特丹遷往法國巴黎，並於2007年1月15日成立「VIZ Media Europe, S.A.R.L.」，改全由VIZ Media持股擁有，以小學館與集英社、小學館集英社製作3社名義收購其它公司擴充VIZ Media Europe的版圖。
2019年6月2日，Crunchyroll入主並於9月10日改組為「VIZ Media Europe SAS」；翌年1月27日更名「Crunchyroll SAS」、4月2日對外公布，集團品牌名稱Crunchyroll EMEA。
Kazé S.A.S.
於1994年9月21日在法國巴黎創立的公司，代理發行日本動漫畫、音樂等商品。
2009年8月28日，成為VIZ Media Europe的子公司。
VIZ Media Switzerland S.A.
前身「Anime Virtual S.A.」於1995年在瑞士洛桑創立，業務範圍除德語圈外，可達斯堪地那維亞及東歐等區域。
2006年，與法國Kazé合作發行德語商品，亦一併於2009年8月28日納進VIZ Media Europe體系；2011年8月8日，改名「VIZ Media Switzerland S.A.」。
AV Visionen GmbH
原Anime Virtual S.A.於1999年在德國柏林成立的子公司，負責德國地區DVD發行，隨著母公司歸入VIZ Media Europe旗下。
VME PLB SAS
在Crunchyroll入主VIZ Media Europe後，小學館、集英社另成立的公司，負責授權EMEA跟拉丁美洲的漫畫業務，並不歸Crunchyroll SAS所有。

## 澳洲
VIZ Australia Pty., Ltd.
小學館確保將來用紙原料來源，以「小學館森林」為目標，於1999年1月19日在澳洲註冊的造林公司。簽訂契約從2000年開始在維多利亞州南部栽植600公頃的造林地。

## 中國大陸
上海碧日（viz China）
- 上海碧日咨询事业有限公司（Shanghai Viz Communication Co., Ltd.）

最初由日本碧日株式会社、日本知的企业株式会社、上海中闻事业发展有限公司於1995年6月28日合資成立，其中日本碧日持股50%，是小学馆在中国大陸的业务代表，主要从事與大陸出版界的版權合作及文化交流事业。現為小學館獨資擁有。
- 上海碧日广告有限公司（Shanghai Viz Advertising Co., Ltd.）

日本碧日株式会社於2008年11月3日獨資設立，在中國大陸發行時尚雜誌《Oggi今日风采》和《AneCan秀嫒尚》。
碧日出版事業有限公司（Viz Communication China (Hong Kong) Limited）
於1997年7月16日在香港註冊公司，實際執行中國大陸業務，例如與吉林美术出版社合資成立「长春吉美文化传播有限公司」（簡稱「吉美文化」）發行漫畫雜誌《龙漫》、《龙漫少年星期天》。

## 外部連結
- VIZ Media official website（英文）
- VIZ Media Europe official website（英文）（法文）
- Kazé official website（法文）
- VIZ Media Switzerland official website（德文）
- AV Visionen official website（德文）
- viz China官網（简体中文）